# Donkey Kong Jet Race
Donkey Kong Jet Race (in Nordamerika Donkey Kong Barrel Blast, in Japan Donkey Kong Taru Jet Race (ドンキーコング たるジェットレース)) ist ein Rennspiel für die Spielkonsole Wii. Entwickelt wurde das Spiel vom japanischen Studio Paon, vertrieben wurde es von Nintendo. Das Spielprinzip ähnelt dem von Mario Kart, die spielbaren Charaktere entstammen der Donkey-Kong-Reihe. Zum einen sind acht Mitglieder der Familie Kong spielbar, zum anderen acht teils neu entwickelte Kremlings. Donkey Kong Jet Race kann als inoffizieller Nachfolger des 1997 erschienenen Diddy Kong Racing gesehen werden.

## Gameplay
Ursprünglich hätte Donkey Kong Jet Race auf dem GameCube erscheinen und die DK Bongos verwenden sollen. Einer der Arbeitstitel des Spiels war auch DK: Bongo Blast. Das Spiel hätte durch das Trommeln auf dem Bongo-Kontroller gesteuert werden sollen. Nachdem sich der Entwickler entschloss das Spiel für Wii zu veröffentlichen wurden die DK Bongos durch Wii-Fernbedienung und Nunchuk ersetzt. Der Spieler muss diese schütteln, um die Charaktere zu steuern. Durch Anheben von Fernbedienung und Nunchuk können Sprünge vollführt werden. Durch andere Gesten mit dem Wii-Controller lassen sich auch Gegner und Hindernisse aus dem Weg räumen, ebenso wie Items benutzt werden können.

## Kritik
Von der Fachpresse wurde Donkey Kong Jet Race überwiegend negativ bewertet. Auf der Webseite Metacritic, die Bewertungen verschiedener Fachmagazine sammelt und daraus einen Durchschnittswert berechnet, erreichte das Spiel lediglich 46 Punkte. Die Webseiten GameSpot und IGN gaben dem Spiel nur 4,5 von 10,0 Punkten. Die US-amerikanische GamePro brachte das Spiel sogar auf Platz 1 in einer Rangliste der schlechtesten Videospiele des Jahres 2007. Das deutsche Magazin M! Games gab dem Spiel hingegen 79 von 100 Punkten.
Kritisiert wurde Donkey Kong Jet Race unter anderem wegen eines langsamen Gameplays, wenig Tiefgang und einem insgesamt langweiligen Spielerlebnis.